# Mehmet Kurt
Mehmet Alp Kurt (* 9. Januar 1996 in Hagen) ist ein Fußballspieler.

## Werdegang
Der defensive Mittelfeldspieler begann seine Karriere beim Hagener Stadtteilverein SG Boelerheide und wechselte später zum SSV Hagen. Anschließend spielte Kurt zunächst im Nachwuchsbereich der SG Wattenscheid 09, bevor er in der B-Jugend für den MSV Duisburg und in der A-Jugend für Borussia Dortmund spielte. Während seiner Zeit in Dortmund spielte Kurt in der UEFA Youth League.
Nach seiner Jugendzeit spielte Mehmet Kurt zunächst in der Saison 2015/16 für den Lüneburger SK Hansa in der Regionalliga Nord. In der Saison 2016/17 kickte er für die Sportfreunde Siegen, mit denen er aus der Regionalliga West abstieg. Daraufhin spielte Kurt in der Saison 2017/18 für den West-Regionalligisten SC Verl. Sein am Saisonende auslaufender Vertrag wurde nicht verlängert. Nach kurzer vereinsloser Zeit schloss er sich dem Regionalligisten 1. FC Kaan-Marienborn aus Siegen an, mit dem er am Ende der Saison 2018/19 aus der Regionalliga abstieg.
Daraufhin kehrte Kurt zum SC Verl zurück, mit dem er in der Saison 2019/20 das Achtelfinale im DFB-Pokal erreichte, wo seine Mannschaft am Bundesligisten 1. FC Union Berlin scheiterte. In der Regionalliga-Saison 2019/20 wurde Kurt mit dem SC Verl Vizemeister hinter dem SV Rödinghausen. Da Rödinghausen keine Lizenz für die 3. Liga beantragte, rückten die Verler zu den Aufstiegsspielen gegen den 1. FC Lokomotive Leipzig nach. Beide Spiele endeten unentschieden, so dass schließlich die Auswärtstorregel den Verlern den Aufstieg in die 3. Liga brachte. Sein Profidebüt feierte Mehmet Kurt am 19. September 2020 beim 1:1 seiner Mannschaft im Spiel beim SV Wehen Wiesbaden.

## Erfolge
- Aufstieg in die 3. Liga: 2020